# زک رایدر
مت کاردونا (به انگلیسی: Matt Cardona) (زادهٔ ۱۴ می ۱۹۸۵) یک کشتی‌گیر حرفه‌ای آمریکایی است که با نام زک رایدر، در مسابقات کشتی حرفه‌ای شرکت می‌کند. رایدر از سال ۲۰۰۴، تاکنون در این رشته، و در مسابقات نوع راو فعال بوده‌است.وی درتاریخ۱۵آوریل ۲۰۲۰توسط وینس مک من از wwe اخراج شد و درحال حاظر در کمپانیaew فعالیت می کند.